# Municipio de Eden (Indiana)
El municipio de Eden (en inglés: Eden Township) es un municipio ubicado en el condado de LaGrange en el estado estadounidense de Indiana. En el año 2010 tenía una población de 4231 habitantes y una densidad poblacional de 45,44 personas por km².

## Geografía
El municipio de Eden se encuentra ubicado en las coordenadas 41°33′40″N 85°35′14″O / 41.56111, -85.58722. Según la Oficina del Censo de los Estados Unidos, el municipio tiene una superficie total de 93.11 km², de la cual 92,93 km² corresponden a tierra firme y (0,19 %) 0,18 km² es agua.

## Demografía
Según el censo de 2010, había 4231 personas residiendo en el municipio de Eden. La densidad de población era de 45,44 hab./km². De los 4231 habitantes, el municipio de Eden estaba compuesto por el 98,53 % blancos, el 0,12 % eran afroamericanos, el 0,33 % eran asiáticos, el 0,38 % eran de otras razas y el 0,64 % eran de una mezcla de razas. Del total de la población el 1,09 % eran hispanos o latinos de cualquier raza.